# Маткот

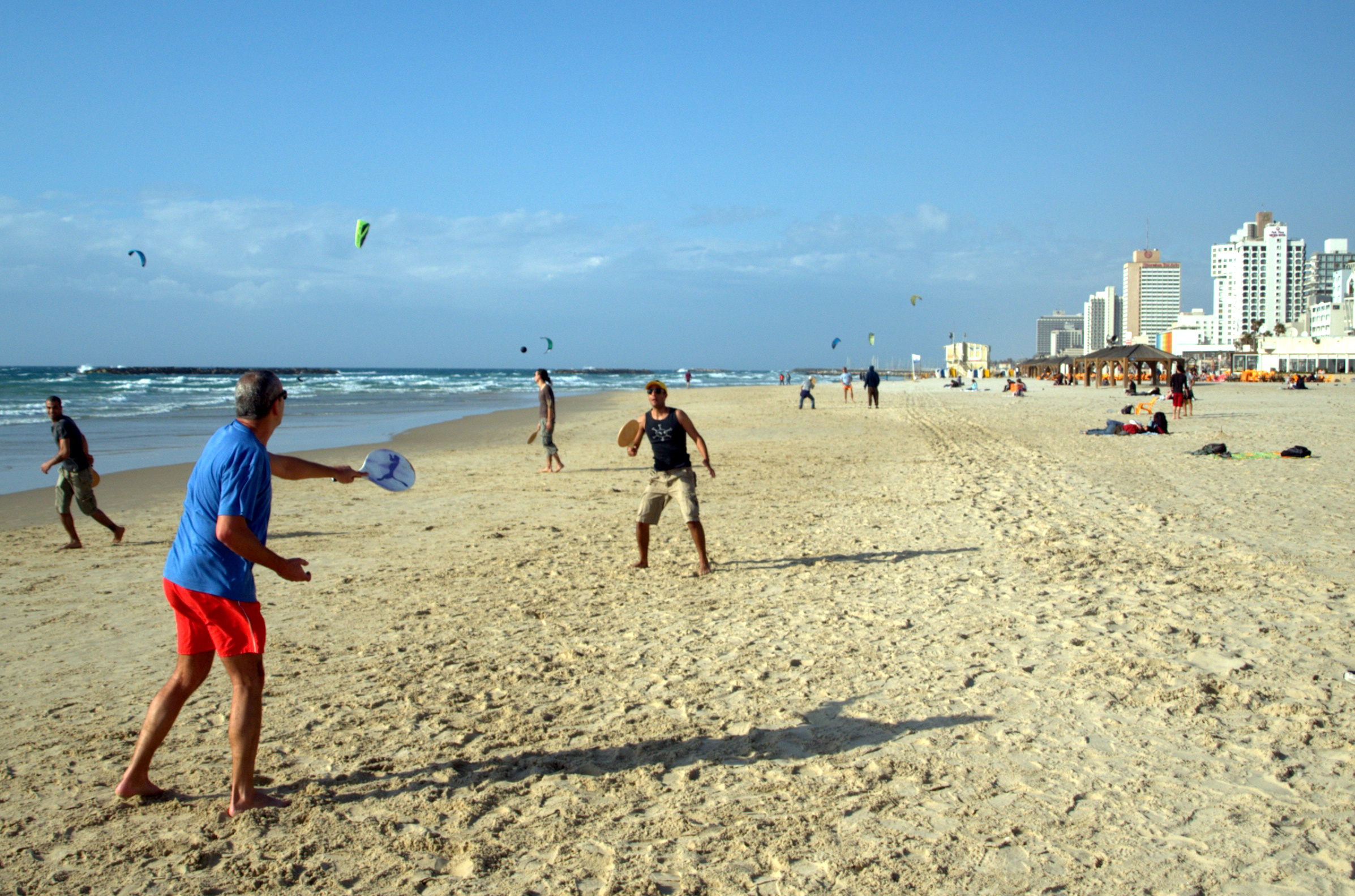
Маткот на пляже Тель-Авива

Маткот — игровой ракеточный вид спорта на открытом воздухе (разновидность пляжного тенниса). Игра (одиночная — два игрока; или парная — четыре).
Популярная игра по побережью Средиземного моря. Ракетки традиционно делаются из дерева, хотя иногда ручки усилены пластиковым покрытием.
Стандартный мяч тот же шар, который используется в сквош. Сегодня используют уже зачастую полые мячи.